# Apalochlamys
Apalochlamys é um género botânico pertencente à família Asteraceae.